# Panzer IV
Il Panzer IV, abbreviazione del nome completo Panzerkampfwagen IV, il cui numero di identificazione dell'esercito tedesco era Sd.Kfz. 161, è stato un carro armato medio della seconda guerra mondiale, prodotto per tutto il corso del conflitto in molte varianti per un totale oscillante tra gli 8 000-9 000 esemplari, rappresentando la spina dorsale delle forze corazzate della Wehrmacht nel corso della guerra.
Inizialmente era stato pensato come carro di appoggio alla fanteria da affiancare al Panzer III, che era invece stato concepito per l'ingaggio dei carri armati nemici. Successivamente, durante il corso della guerra venne aggiornato nell'armamento e nella protezione passiva (aumentando gli spessori della corazzatura) e assunse il ruolo di carro armato standard dell'esercito tedesco: il Panzer IV divenne, così, il carro armato più utilizzato dai tedeschi nella seconda guerra mondiale, e il suo scafo fu usato come base per molti altri veicoli da combattimento, come i cacciacarri Nashorn, i carri-recupero e i semoventi antiaerei Flakpanzer IV Wirbelwind. Il Panzer IV fu usato in tutti i teatri e il suo disegno fu aggiornato ripetutamente in funzione delle continue minacce provenienti dalle forze Alleate.

## Storia

### Sviluppo
Nel gennaio 1934, seguendo le direttive elaborate nel 1930 dal colonnello Heinz Guderian a proposito di un "trattore medio" per eludere il trattato di Versailles, il reparto approvvigionamenti dell'esercito emanò le specifiche tecniche per un carro armato pesante (BW -Bataillonsführerwagen - carro comando di battaglione), con il quale equipaggiare la quarta compagnia di ogni battaglione corazzato.. Tale mezzo era stato pensato per fornire supporto alla fanteria e agli altri carri armati, per cui si pensò di equipaggiarlo con un cannone di medio calibro a bassa velocità iniziale (nella contemporanea classificazione italiana sarebbe stato considerato un obice) adatto a sparare granate ad alto esplosivo: quindi inizialmente fu escluso l'impiego contro altri carri armati. Poi nel 1935, esaminati i prototipi della Krupp, della Rheinmetall e della MAN AG, chiamati VK 2001(K), (VK 2001(Rh) e VK 2002(MAN), e in seguito a  prove, per la produzione fu selezionato il disegno della Krupp.
I modelli del Panzer IV sono divisibili in 3 gruppi:
- Ausf. (abbreviazione di Ausführung, modello, versione) A, B, C, prototipi;
- Ausf. D, E, F1, carri d'appoggio alle fanterie col cannone/obice KwK 37 da 75 mm L/24;
- Ausf. F2, G, H, J carri da battaglia con cannoni KwK 40 da 75 mm L/43 o L/48.

## Impiego operativo
Nell'esercito tedesco il Panzer IV operò dal primo all'ultimo giorno della seconda guerra mondiale, su tutti i teatri. Nella campagna di Polonia operarono i modelli A, B e C, nella campagna di Francia operarono i modelli D, nella campagna del Nordafrica inizialmente operarono i modelli D ed E, all'inizio della battaglia di Ain el-Gazala erano disponibili i modelli F2, tuttavia non utilizzati dato che non era disponibile il munizionamento per il 7,5 cm KwK L/43. Sul fronte orientale il Panzer IV operò con tutti i modelli da E a J, mentre su quello occidentale e italiano operò con i modelli da F2 a J.
Il Panzer IV nelle prime fasi era inquadrato nelle Panzer-Division con una compagnia per battaglione, considerato carro pesante per l'appoggio anti fanteria; tuttavia, dopo l'operazione Barbarossa, con la modifica del ruolo tattico e la riduzione del numero medio di carri armati nelle divisioni corazzate, i reggimenti furono costituiti da Panzer IV o Panzer V Panther. Con la creazione delle divisioni Panzergrenadier il battaglione corazzato era su Panzer IV.

## Versioni

### Preserie

#### Ausführung A
Il primo Panzer IV Ausf. A (Versuchtkraftfahrzeug 622, in breve VKfz 622) uscì dalla catena di montaggio della fabbrica Krupp-Grusonwerk di Magdeburgo nell'ottobre 1937. La protezione dello scafo era assicurata da lamiere saldate di 30 mm nella parte anteriore dello scafo, e con uno spessore di 20 mm nelle altre zone. L'Ausf. A fu costruito in 35 esemplari fra il novembre 1937 ed il giugno 1938.
L'architettura del carro, che resterà invariata in tutte le versioni, era con la trasmissione ed il gruppo di sterzatura alla prua estrema, subito dopo veniva l'alloggiamento per il pilota (a sinistra) ed il marconista (a destra) e la torretta nella parte centrale; posteriormente era alloggiato il motore ed i serbatoi di benzina, acqua e olio. Nella torretta era installato l'armamento principale, con il capocarro al centro dietro la culatta del cannone, il puntatore a sinistra ed il servente a destra.
La motorizzazione si avvaleva di un Maybach a benzina 108 TR, da 250 hp (186 kW), la trasmissione era su un cambio SRG manuale a 5 marce. Le sospensioni erano simili a quelle delle locomotive ferroviarie, su cui la Krupp aveva una vasta esperienza, quindi erano su quattro carrelli indipendenti con due ruote gommate per lato, forniti di sospensioni a balestra ellittica. Completavano il treno di rotolamento la ruota folle posteriore a raggi, la ruota di trazione anteriore e quattro rullini gommati tendicingolo. I cingoli erano a perno singolo e larghi 36 cm, fabbricati in acciaio al manganese. Posteriormente era montato, dietro una lamiera di protezione, un motore a due tempi per il brandeggio della torretta.

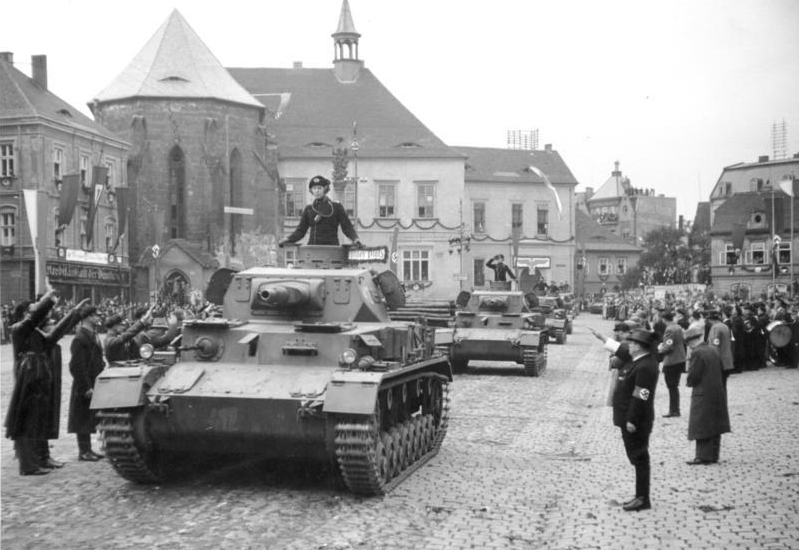
Panzer IV Ausf. A sfila per le strade di Komotau, nella regione dei Sudeti appena annessa alla Germania

L'armamento principale era un cannone-obice KwK 37 da 75 mm L/24, con una mitragliatrice MG 34 coassiale. Un'altra MG 34 era montata frontalmente su un supporto sferico in corrispondenza alla postazione del marconista, arretrata di 210 mm rispetto alla postazione del guidatore. La capacità di munizioni era di 122 colpi per l'arma principale e di 3 000 per le mitragliatrici.
L'anello di rotolamento della torretta misurava un diametro di 1676 mm e poiché il motore era disallineato di 152 mm a destra rispetto alla mezzeria del carro, l'anello venne spostato di 60 mm a sinistra della mezzeria del carro per evitare che l'albero di trasmissione interferisse con i meccanismi elettrici di rotazione della torretta.
Gli accessi dell'equipaggio al carro avvenivano da due portelli laterali sulla torretta, incernierati frontalmente, e da due boccaporti sopra lo scafo, in due sezioni incernierate anteriormente e posteriormente. In questo carro ogni membro dell'equipaggio aveva un proprio portello di accesso alla sua postazione, e ciò era molto gradito agli uomini perché in situazioni di emergenza ognuno aveva una propria via di fuga, che non interferiva con quelle degli altri. Sulla torretta era saldata la cupola del capocarro, di forma cilindrica e fornita di portelli di visione e di una botola a due ante.
Le caratteristiche dell'Ausf. A si manterranno generalmente anche nei modelli successivi, con variazioni limitate alla piastra frontale e alla parte posteriore della torretta, salvo dettagli di minore rilevanza sull'architettura generale del carro.

#### Ausführung B e C
La successiva versione Ausf. B presentava diverse modifiche nello scafo, con una piastra frontale di protezione di 30 mm, inoltre erano stati modificati alcuni particolari secondari come il sistema di visione del guidatore ed i boccaporti dello scafo, ora incernierati solo anteriormente.

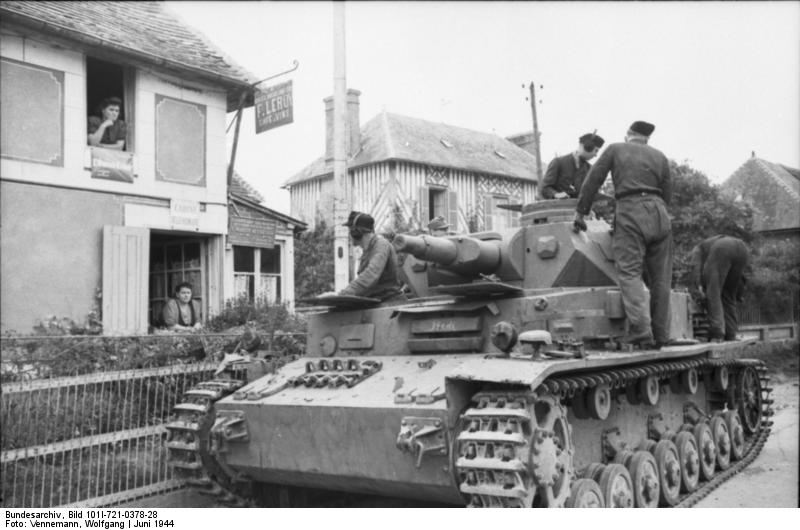
Panzer IV B in Francia, 1944

 Era stata modificata anche la cupola del capocarro, in modo che potesse fornire una migliore protezione, e al posto della lamiera cilindrica venne adoperata una costruzione su cinque segmenti forgiati. Per quanto riguarda l'armamento era stata eliminata la MG 34 del marconista. La caratteristica più rilevante rispetto al modello precedente era la nuova trasmissione SSG76 a 6 marce. Gli Ausf. B furono costruiti in 42 esemplari fra maggio e ottobre 1938, mentre gli Ausf. C furono costruiti in 134 esemplari fra l'ottobre 1938 e l'agosto 1939.
L'unica modifica visibile sull'Ausf. C rispetto al modello precedente era l'aggiunta di un manicotto di protezione per la mitragliatrice coassiale all'arma principale. Tuttavia la modifica più radicale era la sostituzione del motore Maybach 108 TR con il Maybach HL120 TRM, che rimase il motore standard per tutti modelli successivi fino al 1945. Il nuovo motore, sempre un 12 cilindri disposti in una V a 60°, aveva una cilindrata di 11867 cm³ ed erogava una potenza di 300 hp (224 kW) a 3 000 giri al minuto.

### Modelli prodotti in serie

#### Ausführung D
Nell'Ausf. D la piastra frontale del compartimento del marconista fu nuovamente arretrata, reintroducendo il supporto a sfera per la MG 34, ora protetto da un telaio esterno di forma rettangolare. I cingoli erano stati modificati, conservando la stessa larghezza (36 cm), ma con denti di guida maggiorati (80 mm contro i 60 precedenti).
A partire dal 1940 gli Ausf. D ebbero delle piastre da 20 mm imbullonate sui lati superiori dello scafo, spesso su tali carri venivano sistemate nuove versioni di cingoli o componenti del telaio per portarli agli standard dei modelli successivi. Il Panzer IV Ausf. D fu costruito in 232 esemplari fra l'ottobre 1939 e l'ottobre 1940.

#### Ausführung E

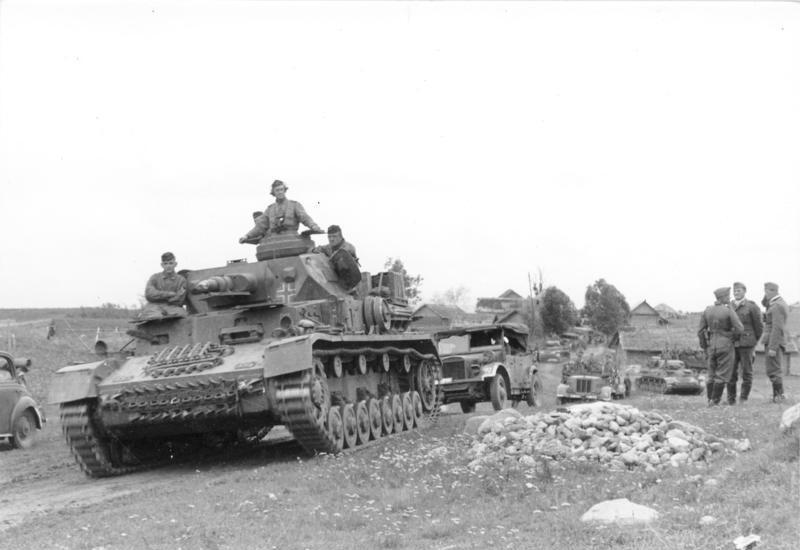
Ausf. E in marcia durante la vittoriosa avanzata in Unione Sovietica dell'estate 1941

L'Ausf. E aveva modifiche poco visibili, ma sostanziali rispetto ai modelli precedenti. Le piastre di rinforzo della corazzatura da 20 mm in questo modello divennero standard, in più fu aggiunta una piastra da 30 mm per proteggere gli organi meccanici contenuti nella parte estrema della prua. Il meccanismo di visione per il guidatore venne modificato, proteggendolo con un portellino mobile. La MG 34 frontale fu montata usando la Kugelblende 30 (nicchia sferica per 30 mm di protezione), adattata in modo da sostenere la protezione per la canna dell'arma. Le ruote motrici furono semplificate per permetterne una costruzione più rapida.
I cambiamenti più visibili furono sulla torretta, ora fornita di una cupola per il capocarro fornita di migliore corazzatura (50–95 mm) con i segmenti fissi, e non mobili come nelle versioni precedenti: questo modello fu conservato su tutti i successivi modelli di Panzer IV. La torretta fu allargata, in modo che la piastra superiore potesse contenere completamente la cupola, che nelle versioni precedenti era in parte saldata alla piastra posteriore inclinata. A partire da questa serie fu possibile montare sulla parte posteriore della torretta delle casse metalliche sagomate per l'immagazzinamento di attrezzi e materiali vari.
Alcuni Ausf. E di tarda produzione furono successivamente riadattati con il cingoli e le ruote di trazione da 40 cm degli Ausf. F. Gli Ausf. E prodotti furono 200 tra l'ottobre 1940 e l'aprile 1941.

#### Ausführung F
L'Ausf. F fu la versione che stabilì l'aspetto definitivo del carro, perché le modifiche successive riguardarono solo l'armamento e la semplificazione dei metodi di produzione. Dato che l'Heereswaffenamt aveva constatato come il veicolo all'epoca fosse l'unico carro in grado di portare un armamento principale da 75 mm, la Krupp-Grusonwerk di Magdeburgo fu affiancata dalla VOMAG di Plauen e dalla Nibelungenwerk di Sankt Valentin, nel ciclo costruttivo. Gli Ausf. F completati assommarono a 470 fra l'aprile 1941 e il marzo 1942.

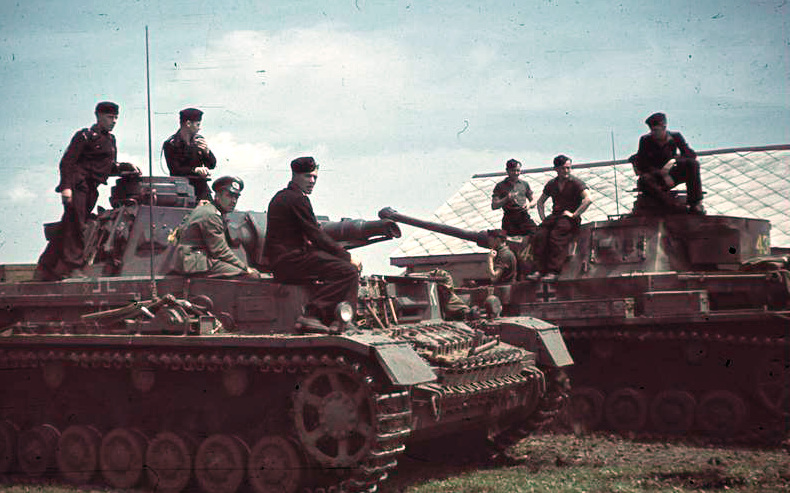
Panzer IV Ausf. F in sosta in un villaggio ucraino

La piastra frontale tornò a essere rettilinea, in un solo pezzo spesso 50 mm, i lati dello scafo furono costruiti con piastre da 30 mm e la piastra frontale di protezione degli organi meccanici fu portata a 50 mm. La MG 34 fu montata sulla Kugelblende 50, per adattarla alla blindatura maggiorata della piastra frontale.
La torretta del modello F presentava altre modifiche, come un aumento del mantelletto di protezione del pezzo a 50 mm di spessore. I portelloni di accesso furono trasformati in portelli a doppio battente, con l'anta anteriore più ampia di quella posteriore.
Il notevole aumento in peso dovuto agli aumenti di corazzatura (circa il 48%) costrinse a utilizzare cingoli più larghi per mantenere la pressione al suolo a livelli accettabili. I nuovi cingoli erano larghi 40 cm e avevano una forma leggermente diversa dai tipi da 36 cm; tale forma fu poi modificata per permettere un più sicuro movimento del carro sul ghiaccio. La modifica dei cingoli richiese la riprogettazione della ruota dentata di trazione, che nelle linee generali rimase simile a quella dell'Ausf. E.

#### Ausführung F2

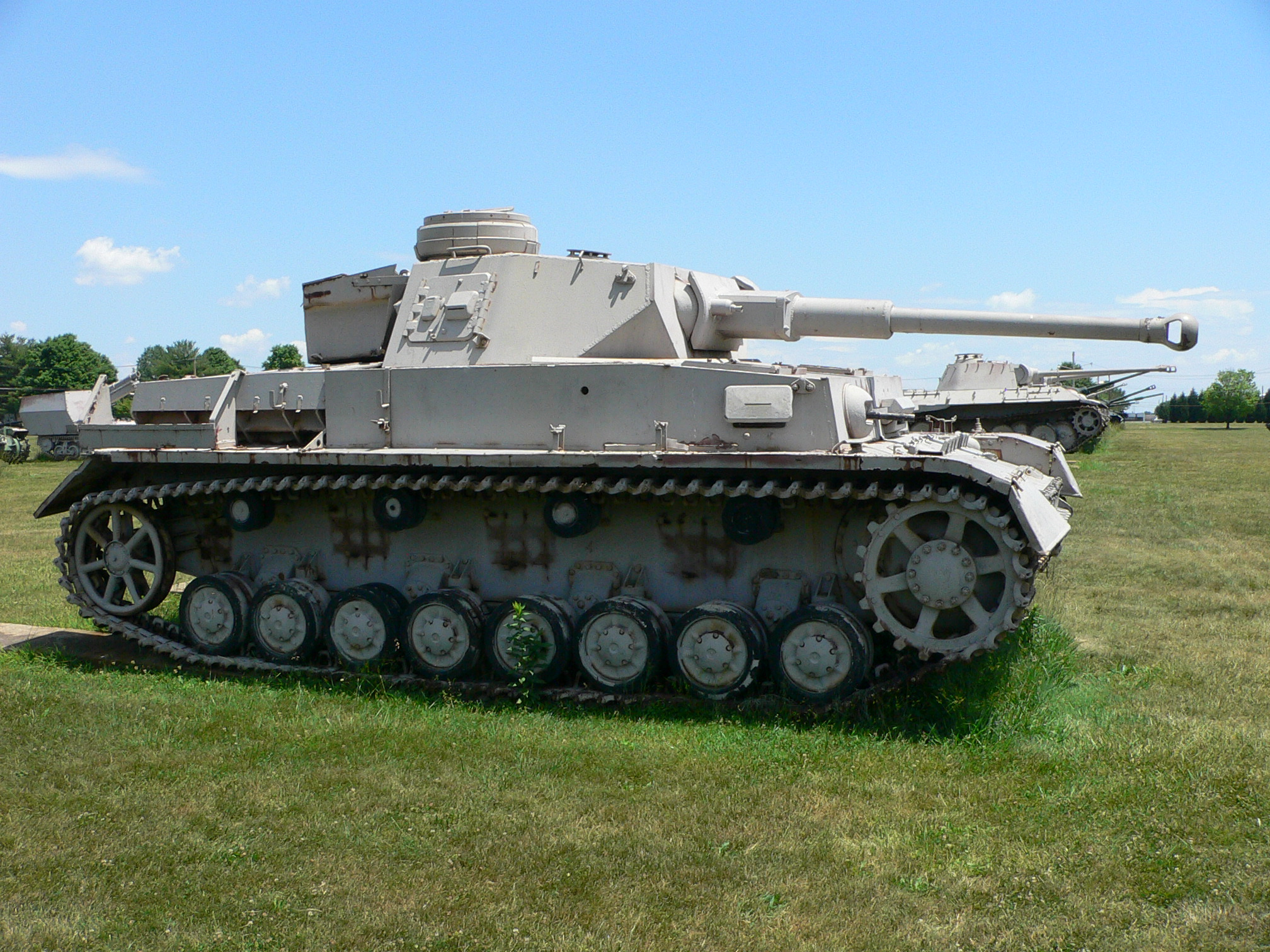
Un esemplare di Panzer IV F2 in mostra all'Aberdeen Ordnance Museum del Maryland, negli Stati Uniti

Nel luglio 1941 le forze corazzate tedesche si trovarono di fronte i carri sovietici KV-1 e T-34 e si resero presto conto che i cannoni da 37 mm e 50 mm montati sui loro carri non erano in grado di perforare le corazze dei mezzi sovietici a lunghe distanze; anche il pezzo da 75 mm KwK 37 del Panzer IV si rivelò inefficace, visto che essendo lungo solo 24 calibri, possedeva una velocità alla volata piuttosto bassa e dunque inadatta a impegnare bersagli protetti come i carri armati. Per questo motivo fu deciso di montare sul Panzer IV Ausf. F un cannone vero e proprio (non un cannone-obice come il KwK 37) derivato dal pezzo anticarro su affusto ruotato 7,5 cm PaK 40.
Il cannone era il 7,5 cm KwK 40 dalla lunghezza di 43 calibri (L/43), che permetteva una velocità alla volata fino a 933 m/s e la penetrazione a 500 metri di 115 mm di corazza inclinata di 30° sull'orizzontale; venne equipaggiato da un nuovo freno di bocca globulare a deflettore singolo che serviva a ridurre le sollecitazioni dello sparo sulla struttura della torretta, potendo altresì sparare munizioni di vario tipo: fumogene, esplosive anticarro o antiuomo, perforanti. Il modello F2 differiva dal modello F solo per quanto riguardava l'armamento e lo stivaggio delle munizioni per il KwK 40, più lunghe di quelle di un obice. Sembra comunque che alcuni carri delle ultime serie dell'Ausf. F2 siano stati equipaggiati con la torretta dell'Ausf. G. Con l'immissione in servizio dei Panzer IV F2 la precedente versione F fu rinominata F1.

#### Ausführung G
All'inizio del 1942 venne completato il progetto dell'Ausf. G, ordinato in 1.750 unità alle fabbriche Krupp-Grusonwerk, Nibelungenwerk e VOMAG. Ne vennero costruiti 1 687 e i residui 63 scafi furono utilizzati per altri progetti derivati dal Panzer IV, come i semoventi Sturmpanzer IV o Hummel. Secondo altre fonti furono costruiti 1 927 esemplari tra Ausf. F2 e Ausf. G.

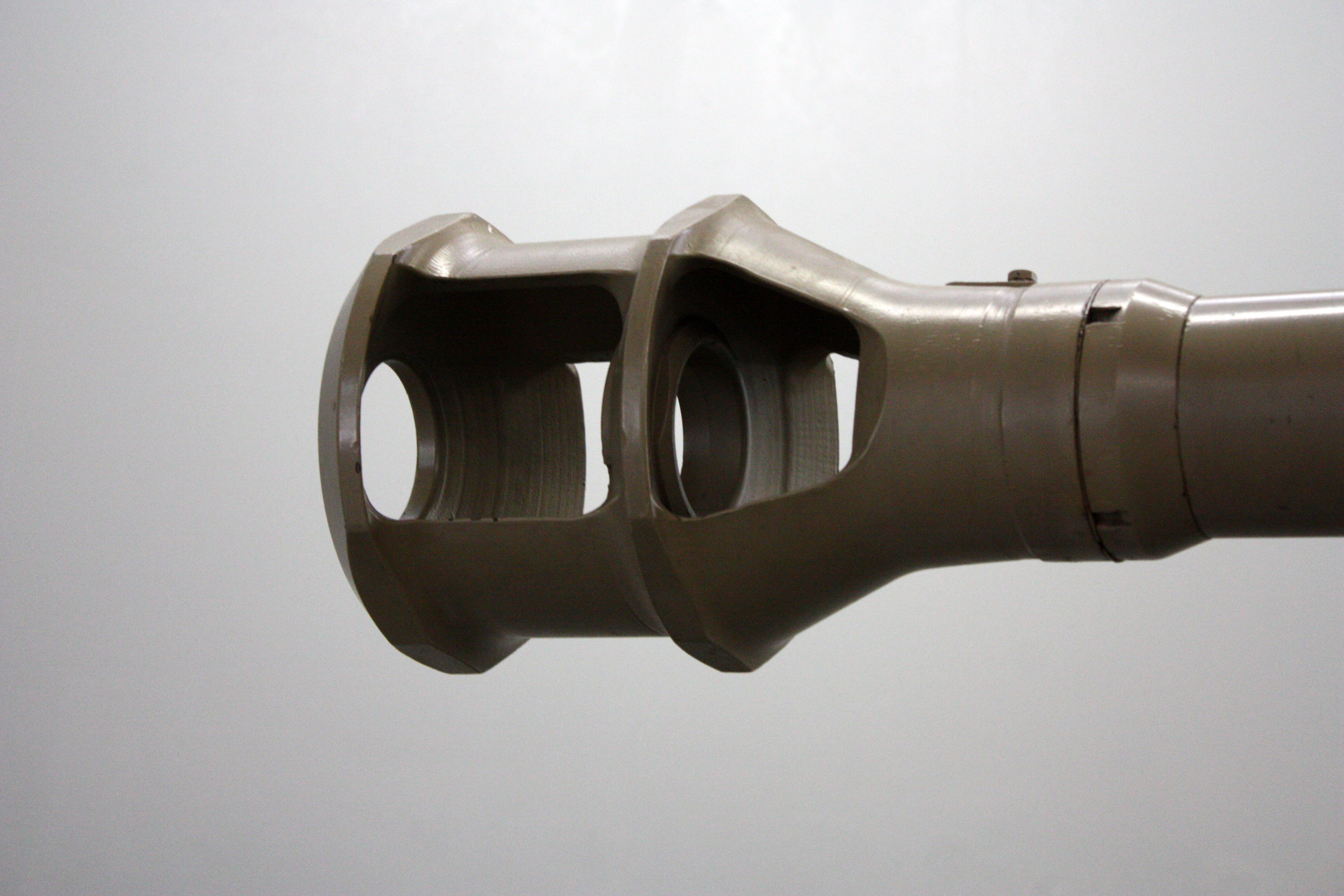
Particolare del freno di bocca montato sugli Ausf. G

La gran parte della produzione iniziale (1 275 veicoli) differiva dall'Ausf. F2 solo per la corazzatura frontale, aumentata a 80 mm mediante l'imbullonatura di piastre aggiuntive (sostituite in seguito con protezioni da 80 mm in un solo pezzo), e per il diverso disegno del freno di bocca del cannone, sempre globulare ma a doppio deflettore. Piccole migliorie consistettero nell'eliminazione delle due piccole finestrelle sulla parte anteriore dei fianchi della torretta e di quella sulla destra della sua parte frontale per migliorare la resistenza della corazza; fu inoltre rimossa la batteria da cinque lanciafumogeni sita nella parte posteriore dello scafo, sostituita con due batterie da tre lanciafumogeni assicurati ai lati della torretta. L'iposcopio del guidatore venne soppresso dal gennaio 1943 e lo stesso anno l'antenna radio fu riposizionata nella parte posteriore sinistra dello scafo. Venne adottato un nuovo tipo di ruota motrice.

#### Ausführung H
La differenza principale fra l'Ausf. H e l'Ausf. G risiedeva nella dotazione offensiva: l'ultima versione era armata con il cannone KwK 40 da 75 mm L/48, cioè con una canna più lunga di circa 380 mm e quindi forte sia di una maggiore velocità alla volata, sia di una maggiore penetrazione a paragone del pezzo precedente. L'antenna radio fu nuovamente spostata, questa volta nella parte posteriore sinistra dello scafo. Il Panzer IV H fu costruito dal maggio 1943 al febbraio 1944 in 2 324 esemplari.
Nel modello H fu generalizzato l'utilizzo della Schürzen o gonne sia allo scafo sia alla torretta: consistevano in cinque lamiere da 5 mm di spessore ai lati dello scafo e della torretta e distanziate dal corpo del carro stesso per incrementare la protezione ai proiettili a carica cava e ai fucili anticarro.
A partire dal 1943 veniva applicata in fabbrica sulle parti fisse dello scafo la pasta Zimmerit, a base di cemento, un espediente per impedire alle mine magnetiche di aderirvi. Inoltre lo Zimmerit era trattato a spatola in modo da formare una superficie irregolare, per evitare che le bombe adesive si attaccassero alle superfici, molto più rugose delle corrispondenti superfici metalliche.

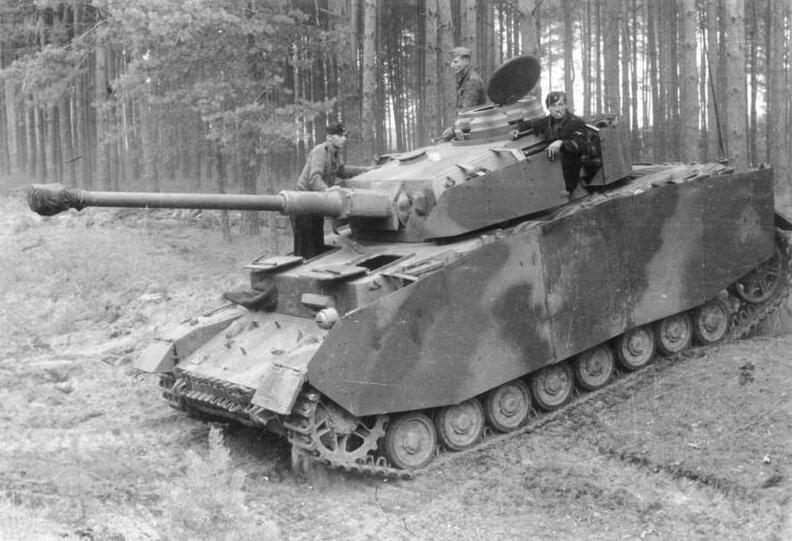
Un Ausf. H in forza al Gruppo d'armate Centro sul fronte orientale

#### Ausführung J
A partire dal 1943 in Germania cominciarono a scarseggiare le materie prime, quindi il disegno del Panzer IV fu rivisto con lo scopo di risparmiare sia metalli pregiati sia gomma. In particolare il Panzer IV Ausf. J, esternamente quasi indistinguibile dall'Ausf. H, aveva i rullini tendicingolo non più gommati, ma in solo acciaio e le ruote folli posteriori in acciaio fuso (invece che fucinato come nei modelli precedenti). Inoltre con questo modello scomparve il motorino a due tempi che permetteva la rotazione della torretta, ora brandeggiata manualmente. L'Ausf. J iniziò a essere costruito dal febbraio 1944, presso la Nibelungenwerke e in misura minore da parte della VOMAG, e la produzione continuò fino a quando gli Alleati non catturarono gli stabilimenti: in totale furono completati circa 3 160 esemplari.
Gli aggiornamenti permisero al Panzer IV di rimanere al passo con i modelli avversari quali l'M4 Sherman statunitense e il T-34 sovietico. La fabbricazione del Panzer IV fu contemporanea a quella del Panzer V Panther, entrato in servizio a partire dal luglio 1943, che sebbene avesse corazzatura maggiore e superiore potenza di fuoco, era per contro molto più costoso e complicato da produrre. Inoltre il Panzer IV era ritenuto dagli equipaggi ancora superiore ai più recenti prodotti dell'industria bellica per mobilità, affidabilità e capacità di condurre operazioni manovrate. Nella seconda metà del 1944 la Wehrmacht inviò la maggior parte dei Panzer IV di nuova generazione sul fronte orientale per operazioni mobili in campo aperto e di conseguenza sul fronte occidentale rimasero per lo più Panther e Panzer VI Tiger I.

### Versioni modificate
- Panzerbefehlswagen IV – carro comando. Su scafo Ausf. J fu prodotto in 17 esemplari fra il marzo e il luglio 1944[26].
- Panzerbeobachtungswagen IV – carro d'osservazione per l'artiglieria. Costruito sullo scafo dell'Ausf. J con un'ulteriore antenna all'estrema destra della parte posteriore dello scafo[24]. La cupola del capocarro era uguale a quella degli Sturmgeschütz III e IV[26].
- Bergepanzer IV – carro recupero
- Brückenleger – carro gettaponte
- Munitions-Schlepper – carro trasporto munizioni.

Degli ultimi tipi indicati si hanno notizie frammentarie ma si sa che furono comunque prodotti in serie molto piccole, generalmente sfruttando scafi obsoleti.

### Varianti
Cacciacarri
- Jagdpanzer IV. Si trattava di una modifica del carro standard, inizialmente armato con il cannone 7,5 cm StuK 40 L/48 (Sd.Kfz. 162) e poi con il pezzo 7,5 cm StuK 42 L/70 (Sd.Kfz. 162/1). Lo svantaggio tattico del cannone in casamatta invece che in torretta era compensato dalla minore altezza del mezzo (1,96 m invece dei 2,68 m del Panzer IV). Nelle ultime serie prodotte, per risparmiare materiale, furono usati solo tre rullini di ritorno invece dei quattro standard per il Panzer IV[27].
- Nashorn (Sd.Kfz. 164). Si trattava di un semovente controcarri su scafo misto Panzer III e Panzer IV, armato con il cannone 8,8 cm PaK 43/1. La sovrastruttura era aperta superiormente e garantiva protezione solo contro il tiro di armi leggere[27]

Cannoni d'assalto
- Sturmgeschütz IV. Si trattava delle sovrastrutture dello Sturmgeschütz III, con il cannone 7,5 cm StuK 40 L/48 montate sullo scafo del Panzer IV[27].
- Sturmpanzer IV. L'esperienza dei combattimenti negli abitati, come a Stalingrado e Ortona, aveva mostrato la necessità di appoggiare la fanteria con veicoli corazzati particolarmente adattati al combattimento urbano. La soluzione fu di aggiungere a uno scafo di Panzer IV una struttura fortemente blindata per ospitare un obice StuH 43 da 15 cm L/12; vennero adoperati scafi dei modelli F, G, H e J[27].

Semoventi d'artiglieria
Hummel (Sd.Kfz. 165). Ricavato dallo stesso scafo e sovrastruttura del Nashorn, montava un obice pesante sFH 18/1 da 150 mm. Costruito in centinaia d'esemplari, era inquadrato nei gruppi di artiglieria assegnati alle divisioni corazzate.
Semoventi contraerei
- Flakpanzer IV Möbelwagen. Sullo scafo del PzKpfwg IV era stata fissata una struttura scatolata abbattibile, contenente o un 3,7 cm FlaK o un complesso quadrinato Flakvierling da 2 cm. Fu costruito in pochi esemplari a partire dal 1943, perché la necessità di abbattere le pareti per brandeggiare il pezzo rendeva molto scomodo l'utilizzo tattico di questo veicolo[28].
- Flakpanzer IV Wirbelwind. In questa versione era montata, sopra lo scafo del PzKpfwg IV, una torretta ruotante ottagonale aperta sul cielo che ospitava il complesso Flakvierling da 20 mm. Comunque la velocità di brandeggio della torretta, a causa del peso, era molto limitata per un pezzo contraerei[28].
- Flakpanzer IV Ostwind. Mezzo analogo al Wirbelwind, montava un 3,7 cm FlaK 36 in casamatta esagonale e venne fabbricato in serie limitata[28].
- Flakpanzer IV Kugelblitz. Costruito in solo 5 prototipi usava due cannoni di derivazione aeronautica da 3 cm su montatura sferica[28].

L'impiego tattico di questi mezzi era, per tutti, la protezione antiaerea delle colonne corazzate.

## Altri utilizzatori
Bulgaria
Impiegò un totale di 97 Panzer IV (versioni G e H) in forza alla Bronirana brigada.
 Cecoslovacchia

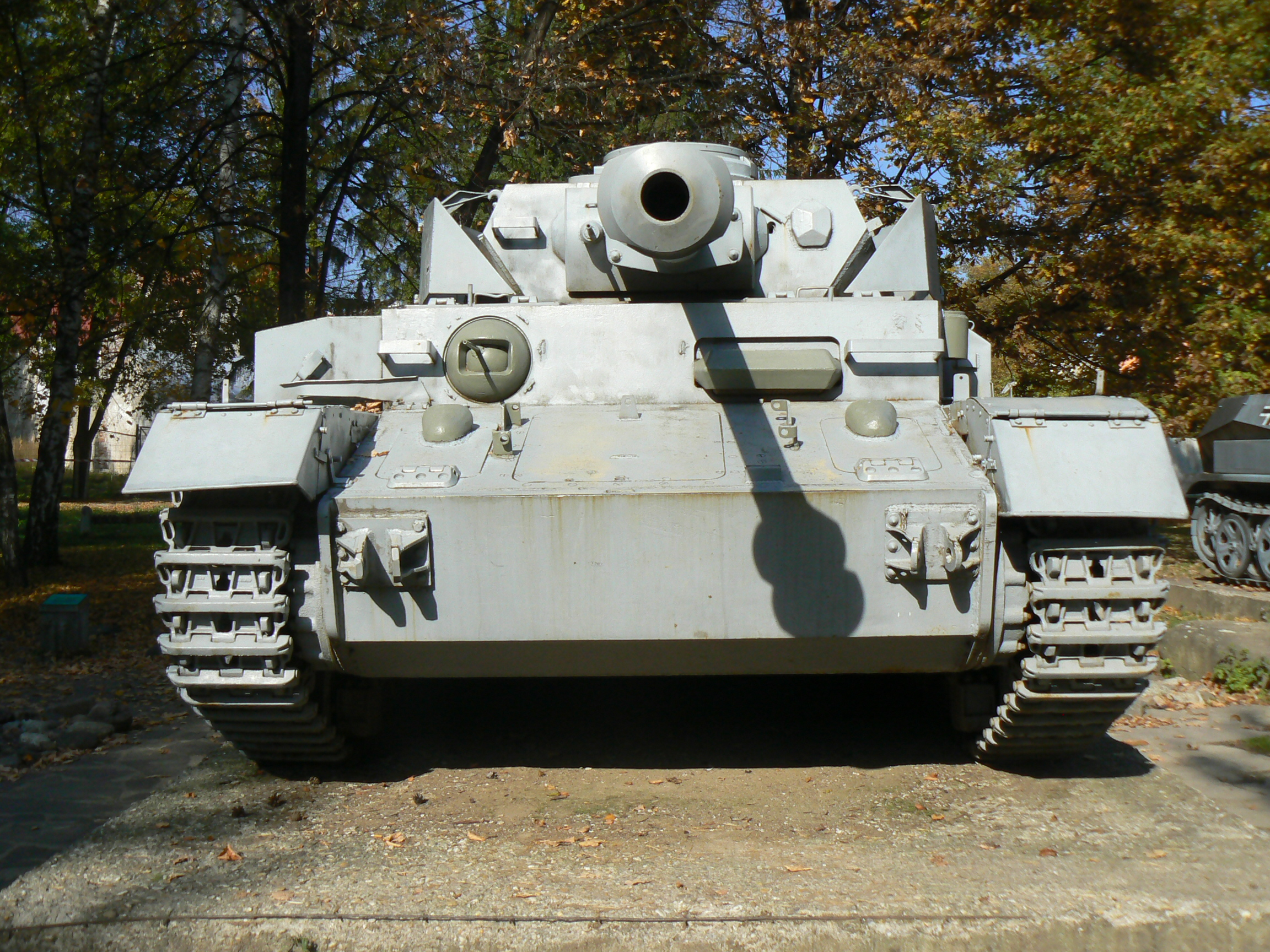
Panzer IV Ausf. J al Museo dell'insurrezione nazionale slovacca di Banská Bystrica

Conclusa la seconda guerra mondiale, l'Armata Rossa costituì un centro di raccolta del materiale corazzato ex tedesco presso una vecchia caserma abbandonata della Wehrmacht a Milovice, circa 40 km a nord-est di Praga: per l'inizio del 1946 vi aveva concentrato qualche centinaio di carri armati di vario tipo, un gran numero di relitti e vaste quantità di pezzi di ricambio, trovate presso le officine dello STALAG IV-C a Teplice. Il nuovo governo cecoslovacco si rivolse inizialmente, senza successo, all'Occidente per ricevere forniture di materiale bellico, quindi chiese e ottenne dall'Unione Sovietica l'autorizzazione all'utilizzo del materiale immagazzinato a Milovice: s'impadronì dunque di 165 carri Panzer IV. Alla fine dell'anno aveva recuperato ulteriori 102 Panzer IV Ausf. G, H e J: 80 furono giudicati riparabili, in attesa dell'arrivo di moderni equipaggiamenti sovietici; nel gennaio 1947 l'Esercito cecoslovacco aveva in dotazione 245 carri armati Panzer IV nelle versioni D, G, H e J. Questa ampia disponibilità era frutto anche del reimpiego del deposito di mezzi corazzati rinvenuto, intatto, presso le officine di Děčín, che l'Armata Rossa aveva occupato senza danno. L'incarico di eseguire i lavori di riparazione fu inizialmente affidato a un'azienda di Přelouč, che si dimostrò incapace di onorare il contratto e fu sostituita all'inizio del 1948 dalla Českomoravská-Kolben-Daněk (ČKD). Nel marzo 1948 furono consegnati i primi 10 carri, seguiti da ulteriori 6 entro il mese di giugno. Durante le prove di collaudo si registrarono i cronici problemi alla sterzatura tipici del Panzer IV e la ČKD propose di sostituire le parti meccaniche difettose con un progetto di sua ideazione; la cosa non ebbe però seguito per ragioni economiche, dato che Praga e lo stato maggiore generale non prevedevano di mantenere a lungo in servizio i mezzi tedeschi. Il lavoro di riparazione fu comunque portato avanti e, nel 1949, l'esercito aveva in servizio 82 Panzer IV (21 Ausf. G, 43 Ausf. H e 18 Ausf. J) tutti risedignati con la sigla nazionale di carro medio (Strědní Tank) T-40/75. Questi mezzi furono inquadrati nel 4º Battaglione della 23ª Brigata di stanza a Milovice ma, già nel dicembre 1949, 80 carri T-40/75 furono riassegnati al 1º Reggimento carri di Strašice, mentre gli altri due alla scuola carristi di Dědice. I T-40/75 rimasero in servizio fino al 1954, anno nel quale furono rimpiazzati dalle forniture sovietiche di T-34.
 Finlandia
Ottenne 15 carri Panzer IV, consegnati nell'agosto 1944 e messi in forza alla Panssaridivisioona.
 Italia
La Germania fornì all'Italia 12 Panzer IV Ausf. G, che furono inquadrati nella 1ª Divisione corazzata "M". A seguito dell'8 settembre 1943, tale unità fu sciolta e i Panzer IV reintegrati nell'esercito tedesco.
 Romania
Più di 116 Panzer IV consegnati tra il 1942 e il 1944 e messi in forza alla Divizia 1 Blindată.
 Siria

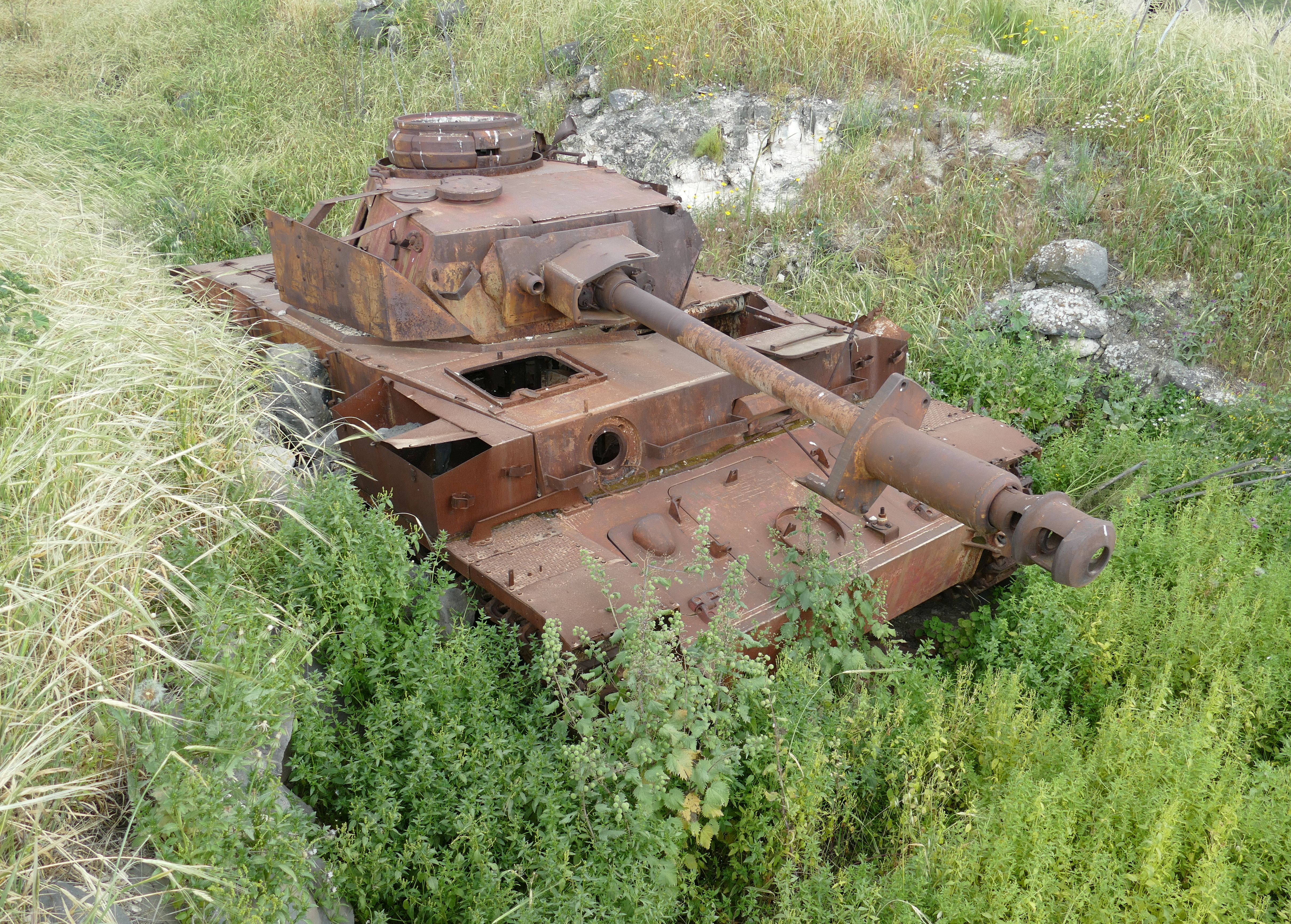
Il relitto di un Panzer IV siriano abbandonato sulle alture del Golan

L'Armée de terre fece ampio uso di carri armati ex tedeschi, compresi i Panzer IV. Nel 1950 Parigi decise di vendere alla Siria una certa quantità di mezzi corazzati, comprendente 11 Panzer IV Nell'aprile 1955 il governo siriano ottenne la cessione da quello cecoslovacco di un lotto di 45 Panzer IV al prezzo di 4 500 sterline cadauno; furono completamente ricondizionati e dotati, inoltre, di supporto per la mitragliatrice contraerea sovietica DŠK da 12,7 mm. Nel 1958, a seguito dei rapporti che evidenziavano l'usura dei Panzer IV di provenienza francese, il governo siriano trattò con Praga l'acquisto di altri 15 carri non operativi e di 16 motori Maybach HL 120. Dal novembre 1964 i mezzi corazzati siriani furono coinvolti in una "guerra dell'acqua" nella zona delle alture del Golan, allo scopo di disturbare le coltivazioni dei sottostanti kibbutz e di controllare, ai danni di Israele, le fonti idriche locali. Pur non dichiarando guerra alla Siria, il governo israeliano diede ordine alle proprie forze armate di controbattere energicamente le mosse siriane; dopo una breve e inconcludente tregua imposta dall'ONU, gli scontri su piccola scala ripresero e videro gli israeliani fare esperto utilizzo dei nuovi carri Centurion: due Panzer IV furono distrutti. Nel 1965 Damasco contattò la Spagna e riuscì ad assicurarsi un gruppo di blindati, compresi 17 Panzer IV in buono stato di efficienza: tutti i carri in servizio ricevettero l'installazione di una mitragliatrice coassiale Berezin UB da 12,7 mm e di una mitragliatrice DS-39 da 7,62 mm in supporto sferico nello scafo. All'inizio della guerra dei sei giorni i Panzer IV erano inquadrati in tre battaglioni corazzati, assegnati rispettivamente alla 8ª, 11ª e 19ª Brigata di fanteria, tutte posizionate sulle alture del Golan per partecipare al massiccio, generale attacco pianificato contro Israele. L'ordine di marcia, tuttavia, emanato la mattina del 6 giugno 1967, raggiunse con ritardo numerosi reparti e, in generale, l'avanzata siriana fu caratterizzata da una grave carenza di coordinamento. I mezzi corazzati siriani in efficienza percorsero la strada per Quneitra, mentre l'aliquota di esemplari più logora fu mantenuta in difesa in postazione opportunamente preparate; nei feroci combattimenti, comunque, risultarono distrutti 10 Panzer IV e altri 4 furono catturati dagli israeliani (che li riutilizzarono nelle proprie scuole d'addestramento). L'ultimo Panzer IV siriano andò perduto nel Golan nel 1973.
 Slovacchia
 Spagna

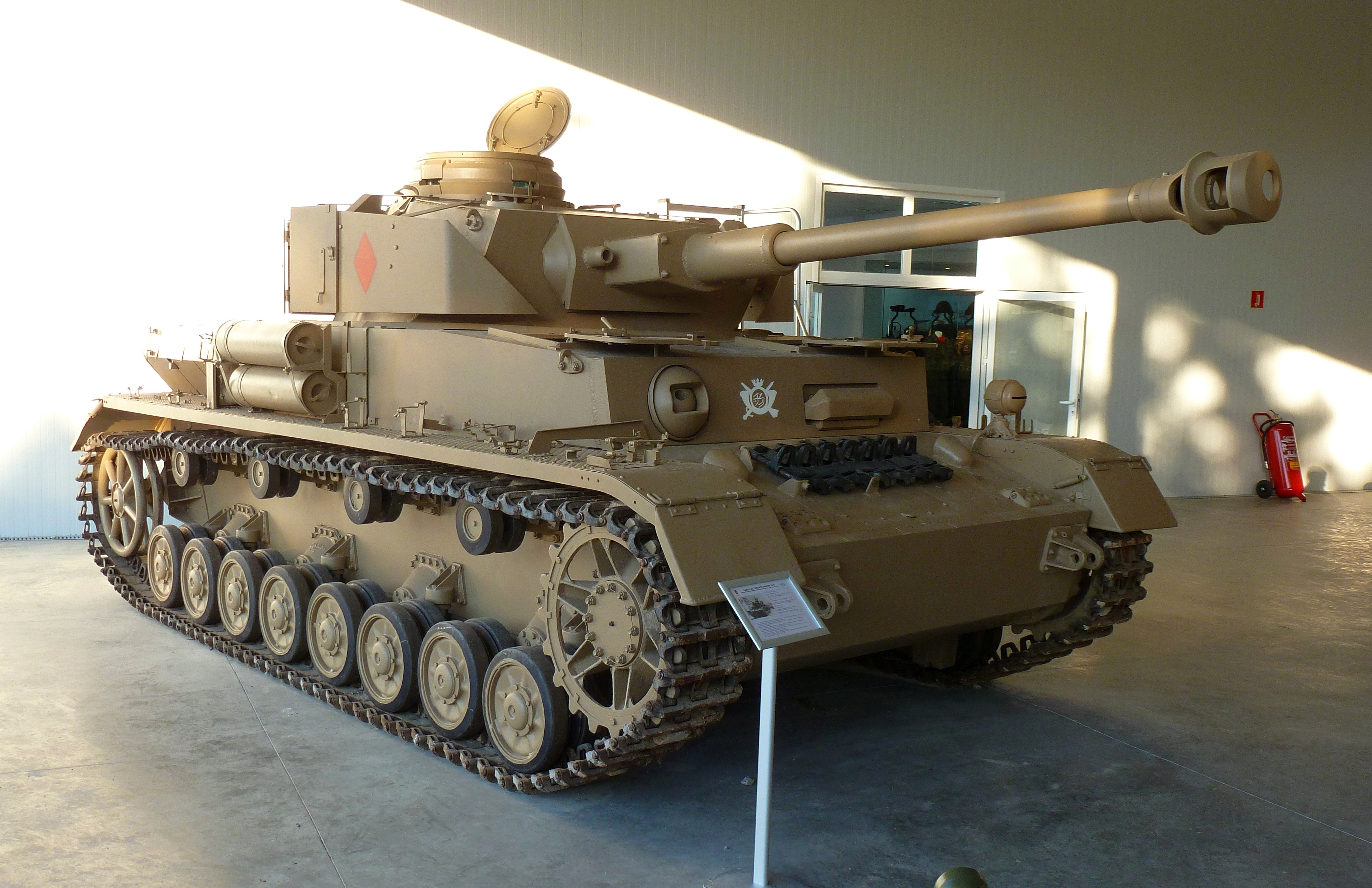
Un Panzer IV Ausf. H appartenuto all'Esercito spagnolo, ora in esposizione

Alla conclusione della guerra civile spagnola l'Ejército de Tierra aveva in dotazione pochi Panzer I lasciati dal corpo di spedizione tedesco e T-26 sovietici di preda bellica: fu tentato di produrre un carro armato di progettazione nazionale, il Verdeja, ma la mancanza di acciaio e di un motore di adeguata potenza posero presto fine all'esperimento. Il 15 marzo 1943, pertanto, il generale Carlos Martínez Campos ebbe disposizioni di negoziare con la Germania l'acquisto di un lotto di 250 Panzer III, armati con cannone da 45 o 50 mm, e di 100 Panzer IV armati con cannone da 75 mm. A causa delle proprie esigenze belliche i tedeschi accettarono di vendere appena 20 Panzer IV Ausf. H; gli spagnoli accettarono e la consegna del materiale avvenne entro il 6 dicembre 1943 nell'ambito di una vasta operazione designata "programma Bär" – un piano decennale (1940-1950) per il totale riequipaggiamento delle forze armate voluto dal generalissimo Francisco Franco. Nel febbraio 1944 fu domandata al direttore della AGEKA, nell'ambito del "Programma Ankara", la fornitura di un primo lotto di 33 Panzer IV, cui ne doveva seguire un secondo di altri 67: come pagamento per questi 100 veicoli fu promesso il tungsteno, minerale di cruciale importanza per l'industria militare tedesca. Le trattative si impantanarono presto e furono interrotte quando il governo spagnolo cercò di inserire nell'accordo anche la vendita di alcuni carri pesanti Panzer VI Tiger I. I soli 20 Panzer IV ottenuti nel 1943 furono mantenuti in servizio in due battaglioni della Divisione corazzata "Brunete" fino al 1954, quando furono sostituiti dai carri armati leggeri M24 Chaffee di produzione statunitense. I Panzer IV furono relegati in deposito e, nel dicembre 1965, venduti alla Siria.
 Ungheria
All'inizio del 1942 il ministro degli Esteri Joachim von Ribbentrop si recò in visita ufficiale a Budapest per negoziare la partecipazione dell'esercito ungherese all'operazione Blu, e il 20 gennaio il feldmaresciallo Wilhelm Keitel intraprese discussioni tecnico-militari per il contributo magiaro alle operazioni: gli ungheresi erano comunque restii a impegnarsi a fondo contro l'URSS e le riunioni si trascinarono a lungo. Alla fine fu deciso di inviare 16 divisioni (9 in prima linea e 6 per compiti di presidio), una brigata di fanteria da montagna e la 1ª Divisione corazzata, che i tedeschi accettarono di equipaggiare con moderno materiale; tra i mezzi corazzati assegnatele ci furono 22 Panzer IV Ausf. F1 e 10 Ausf. F2. La divisione fu però quasi distrutta durante la controffensiva invernale sovietica del gennaio 1943 e perse tutti i panzer; un cedimento che fu motivo di aspre discussioni tra Adolf Hitler e Miklós Horthy durante l'incontro al castello di Klessheim (16-18 aprile). Il 15 ottobre 1944 i nazisti rimossero Horthy e costituirono un governo collaborazionista magiaro guidato dal Partito delle Croci Frecciate, che perciò poté beneficiare di altri aiuti militari tedeschi: tra il 9 dicembre e il 13 gennaio 1945 furono infatti forniti 12 Ausf. G e 30 Ausf. H (oltre ad altri modelli di carri armati e semoventi) che, comunque, non sopravvissero agli ultimi mesi di guerra.

### Annotazioni
1. ↑  Azienda fasulla creata dalla Krupp per la gestione di forniture belliche ai paesi neutrali, con lo scopo di nasconderle ai servizi segreti degli Alleati.

### Fonti
1. ↑  In Culver, op. cit. p. 29 è indicato che questo carro ha lo scafo e il freno di bocca del modello G, ma la torretta è quella del modello F
2. ↑  (EN) Panzerkampfwagen IV Ausfuehrung F1, su afvdb.50megs.com. URL consultato il 9 febbraio 2012 (archiviato dall'url originale il 6 settembre 2011).
3. ↑  Arrigo Petacco, La seconda guerra mondiale, vol. 2; Bishop 1998, p. 13.
4. 1 2  Culver, p 4.
5. 1 2  Bishop 1998, p. 13.
6. ↑  Guglielmi, art. cit. pag 28
7. ↑  Yves Buffetaut, La guerre du dèsert, Bir-Hakeim, Histoire & Collections, Paris, 1992, p 136
8. 1 2 3  Guglielmi, art. cit. pag 36
9. ↑  Abbreviazione di Ausführung, "versione" in tedesco.
10. 1 2 3 4 5 6 7 8 9 10  Culver, p 5.
11. 1 2 3 4 5 6  Guglielmi, art. cit. pag 29
12. 1 2  Fulvio Miglia, Le armi del Terzo Reich, Il Panzerkampfwagen III, Edizioni Bizzarri, Roma, 1974, parte II pag. 59
13. ↑  Culver, p 6.
14. ↑  Culver, p 7.
15. 1 2 3  Culver, p 11.
16. 1 2 3  Culver, p 16.
17. 1 2 3  Guglielmi, art. cit. pag 31
18. 1 2 3  Culver, p 21.
19. ↑  Alberto Pirella, Proiettili, cannoni, semoventi controcarro e trattori dell'esercito tedesco 1936-45, Intergest, Castelbolognese, 1976, p. 13
20. ↑  Bishop 1998, p. 14.
21. 1 2 3  AA.VV. 2009, p. 29.
22. 1 2  Culver, p 27.
23. 1 2 3  Culver, p 37.
24. 1 2  Culver, p 46.
25. ↑  Guglielmi, art. cit. pag 33
26. 1 2 3  Guglielmi, art. cit. pag 35
27. 1 2 3 4  Gander & Chamberlain, p 32.
28. 1 2 3 4  Walter J. Spielberger e Uwe Feist, Sturmartillerie. Self propelled guns and Flak Tanks, Aero Publishers Inc., 1967
29. ↑  (EN) Bulgarian Tanks (WW2), su tanks-encyclopedia.com. URL consultato il 20 aprile 2018.
30. 1 2  Carretta 2021, p. 5.
31. 1 2  Carretta 2021, p. 7.
32. ↑  (EN) Finnish Army 1918-1945 - World War II, Armour & Field Artillery, su jaegerplatoon.net. URL consultato il 9 aprile 2018.
33. ↑  (EN) T-4 medium tank, su worldwar2.ro. URL consultato il 15 aprile 2018.
34. ↑  Carretta 2021, p. 4.
35. 1 2  Carretta 2021, p. 8.
36. 1 2  Carretta 2021, p. 10.
37. 1 2  Carretta 2021, p. 9.
38. ↑  Carretta 2021, p. 11.
39. ↑  Finizio 2014, p. 46.
40. ↑  Finizio 2014, p. 47.
41. ↑  Finizio 2014, p. 49.